# Sandra Sánchez
Sandra Sánchez (Talavera de la Reina, 16 de setembro de 1981) é uma carateca espanhola, campeã olímpica.

## Carreira
Sánchez conquistou a medalha de ouro nos Jogos Olímpicos de Verão de 2020 em Tóquio, após confronto na semifinal contra a japonesa Kiyou Shimizu na modalidade kata feminina. Ela também é reconhecida pelo Guinness World Records por ganhar o maior número de medalhas na Karate1 Premier League; ela ganhou 35 medalhas consecutivas entre janeiro de 2014 e fevereiro de 2020.